# Lista de capítulos de Saint Seiya: Saintia Sho
O mangá Saint Seiya: Saintia Sho é escrito e ilustrado por Chimaki Kuori, e é publicado pela editora Akita Shoten na revista Champion Red. O mangá é um spin-off da série Saint Seiya de autoria de Masami Kurumada. O primeiro capítulo (prévia) do Saintia Sho foi publicado em julho de 2013, já tendo ultrapassado mais de 86 capítulos lançados atualmente. Nesta página, os capítulos estão listados por Volume, com seus respectivos títulos originais (títulos originais na coluna secundária, os volumes de Saintia Sho não são titulados). Alguns capítulos saíram apenas na Champion Red, não tendo sido lançados na forma de volumes, porém, eles também estarão listados aqui.
No Brasil, é licenciado e publicado pela editora JBC desde outubro de 2016.

## Volumes
| - 1. Shoko e Kyoko - 2. A Saintia de Athena - 3. Espírito Maligno Ate - 4. Destino | - 1. 翔子と響子 (Shōko to Kyōko) - 2. 女神の聖闘少女 (Atena no Seintia) - 3. 邪精霊アテ (Jaseirei Ate) - 4. 宿命 (Shukumei) |

| - 5. A Decisão de Cada Um - 6. As Sementes do Mal - 7. Vícios e Virtudes - 8. Reencontro | - 5. それぞれの決意 (Sorezore no Ketsui) - 6. 邪悪なる種子 (Ja'akunaru Shushi) - 7. 正と邪 (Masa to Ja) - 8. 再会 (Saikai) |

| - 9. Um Coração que Não Desiste - 10. Guerreiro Dourado - 11. A Estrela do Traidor - 12. Conclusão | - 9. あきらめない心 (Akiramenai Kokoro) - 10. 黄金の戦士 (Ōgon no Senshi) - 11. 裏切りの星 (Uragiri no Hoshi) - 12. 決着 (Kecchaku) |

| - 13. Guerra Galática - 14. A Vontade do Pégaso - 15. Os Assassinos Vindos do Santuário - 16. Um Convite com Perfume de Rosas | - 13. 銀河戦争 (Gyarakushian Wōzu) - 14. ペガサスのように (Pegasasu no Yōni) - 15. 聖域からの刺客 (Seiiki kara no Shikaku) - 16. 薔薇香る招待 (Bara Kaoru Shōtai) |

| - 17. Bem e Mal - 18. A Sombra do Esforço - 19. A Véspera da Batalha Decisiva - 20. Coração que Segue em Frente - 21. Batalha Mortal nas Doze Casas | - 17. 善と悪 (Zen to Aku) - 18. 蠢く影 (Ugomeku Kage) - 19. 決戦前夜 (Kessen Zen'ya) - 20. 向かう心 (Mukau Kokoro) - 21. 十二宮の死闘 (Jūnikyū no Shitō) |

| - 22. A Ressurreição de Eris - 23. O Templo da Árvore Maléfica - 24. O Jardim da Malícia - 25. Promessa - 26. Os Guardiões | - 22. 復活のエリス (Fukkatsu no Erisu) - 23. 邪樹の神殿 (Jaju no Shinden) - 24. 悪意の庭 (Akui no Niwa) - 25. 誓い (Chikai) - 26. 護り人たち (Mamori Hito-tachi) |

| - 27. A Maçã Dourada - 28. Maldição - 29. Imersão - 30. Sentimento de Rivalidade - História Extra | - 27. 黄金の林檎 (Ōgon no Ringo) - 28. 呪縛 (Jubaku) - 29. 突入 (Totsunyū) - 30. 相克の想い (Sōkoku no Omoi) - EXTRA STORY |

| - 31. Turbilhão de Conflitos - 32. Encontro Inesperado - 33. Na Colina Estrelada - 34. Templo da Lua | - 31. 争いの渦 (Arasoi no Uzu) - 32. 邂逅 (Kaigō) - 33. 星降る丘にて (Hoshifuru Oka nite) - 34. 月の神殿 (Tsuki no Shinden) |

| - 35. Broto - 36. Inimigo - 37. Para o Santuário - 38. Obsessão - 39. O Interior da Floresta Anciã - 40. Estrela Especial | - 35. 萌芽 (Hōga) - 36. 仇敵 (Kyūteki) - 37. 聖域にて (Sankuchuari Nite) - 38. 執心 (Shūshin) - 39. 古の森の奥 (Ko no Mori no Oku) - 40. 特別な星 (Tokubetsuna Hoshi) |

| - 41. O Cometa da Repulsa - 42. Invasão - 43. Deusa Aprisionada - 44. O Dever de Uma Saintia - 45. Sina - 46. O Éden Celestial | - 41. 彗星レパルス (Suisei Revurusu) - 42. 侵攻 (Shinkō) - 43. 囚われの女神 (Toraware no Megami) - 44. 聖闘少女のつとめ (Saintia no Tsutome) - 45. 因縁 (In'nen) - 46. 天上のエデン (Tenjō no Eden) |

| - 47. Profundezas do Inferno - 48. Desafio - 49. Chamas da Justiça - 50. A Voz da Ruína - 51. A Resistência - 52. Alma de Ouro | - 47. 奈落の底 (Naraku no Soko) - 48. 挑戦 (Chōsen) - 49. 正義の炎 (Seigi no Honō) - 50. 滅びの声 (Horobi no Koe) - 51. 抗うもの (Aragau Mono) - 52. 黄金の魂 (Kogane no Tamashī) |

| - 53. Caindo do Céu - 54. Convite ao Desespero - 55. Jogo do Perdedor - 56. Esquecimento - 57. Cicatriz - 58. Decisão Dolorosa - 59. Degelo | - 53. 天より降るもの (Ten Yori furu Mono) - 54. 絶望への誘い (Zetsubō e no Sasoi) - 55. 敗者のゲーム (Haisha no Gēmu) - 56. 忘却 (Bōkyaku) - 57. 傷跡 (Kizuato) - 58. 悲しき決意 (Kanashiki Ketsui) - 59. 雪解け (Yukidoke) |

| - 60. O Preço de Um Desejo | - 60. 願の代償 (Gan no Daishō) - 61. 渇望 (Katsubō) - 62. 一番星 (Ichiban Hoshi) - 63. 願いの毒 (Negai no Doku) - 64. 徒花 (Adabana) - 65. 破滅への導き (Hametsu e no Michibiki) |

| - | - 66. 希望の翼 (Kibō no Tsubasa) - 67. 願いの流星 (Negai no Ryūsei) - 68. 闘争の刃 (Tōsō no ha) - 69. 折れない心 (Orenai Kokoro) - 70. 誓いの花 (Chikai no Hana) - 71. アテナの心 (Atena no Kokoro) - 72. 目覚め (Mezame) |

| - | - 73. 楽園の魔女 (Rakuen no Majo) - 74. 宿る炎 (Yadoru Honō) - 75. 戦いの兄妹 (Tatakai no Kyōdai) - 76. 戦神覚醒 (Senjin Kakusei) - 77. ゲームオーバー (Gēmu Ōbā) - 78. 決意の矢 (Ketsui no ya) - 79. 墓標 (Bohyō) - 80. 闇の深 (Yami no fuka) - 81. 聖闘士の正義 (Seinto no Seigi) |

| - | - 82. 呼び声 (Yobigoe) - 83. 大集結!! (Dai Shūketsu!!) - 84. 彼女の願い (Kanojo no negai) - 85. 寄り添う心 (Yorisou kokoro) - 86. 信じあう力 (Shinji au chikara) |